# Philodromus grazianii
Philodromus grazianii là một loài nhện trong họ Philodromidae.
Loài này thuộc chi Philodromus. Philodromus grazianii được Lodovico di Caporiacco miêu tả năm 1933.